# Вилье-ле-Буа
Вилье́-ле-Буа́ (фр. Villiers-le-Bois) — коммуна во Франции, находится в регионе Шампань — Арденны. Департамент — Об. Входит в состав кантона Шаурс. Округ коммуны — Труа.
Код INSEE коммуны — 10431.
Коммуна расположена приблизительно в 170 км к юго-востоку от Парижа, в 115 км южнее Шалон-ан-Шампани, в 39 км к востоку от Труа.

## Население
Население коммуны на 2008 год составляло 100 человек.
| 1962 | 1968 | 1975 | 1982 | 1990 | 1999 | 2008 |
| ---- | ---- | ---- | ---- | ---- | ---- | ---- |
| 130  | 119  | 94   | 82   | 86   | 94   | 100  |

## Экономика

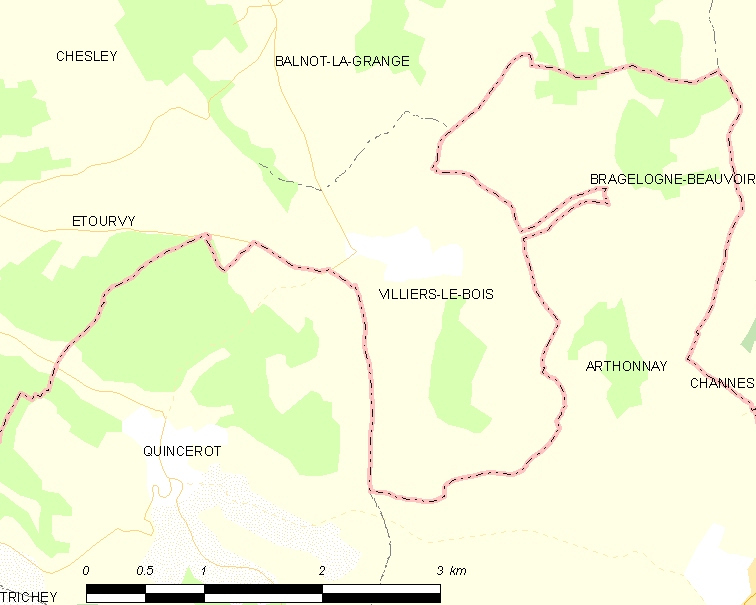
Карта коммуны

В 2007 году среди 52 человек в трудоспособном возрасте (15—64 лет) 35 были экономически активными, 17 — неактивными (показатель активности — 67,3 %, в 1999 году было 61,4 %). Из 35 активных работали 31 человек (17 мужчин и 14 женщин), безработных было 4 (0 мужчин и 4 женщины). Среди 17 неактивных 7 человек были учениками или студентами, 5 — пенсионерами, 5 были неактивными по другим причинам.